# رزیدنت ایول ۴
رزیدنت ایول ۴ (به انگلیسی: Resident Evil 4) (به ژاپنی: バイオハザード۴, Baiohazādo Fō) یک بازی ویدئویی در سبک ترس و بقا است که توسط استودیو ۴ شرکت کپ‌کام ساخته شده و چندین ناشر شامل کپ‌کام، یوبی‌سافت و نینتندو آن را منتشر کرده‌اند. این بازی چهارمین نسخه اصلی از مجموعه بازی‌های رزیدنت ایول و ششمین نسخه در کنار نسخه‌های فرعی از این سری بوده که برای نخستین بار در ۱۱ ژانویه سال ۲۰۰۵ برای کنسول نینتندو گیم‌کیوب منتشر شد.

نخستین تلاش برای ساخت نسخه چهارم این سری در دسامبر ۱۹۹۹ انجام پذیرفت. سرانجام نیز پس از ارائه چهار نمونه ویرایش برای این بازی، ساخت بازی در آن زمان متوقف شد و این بازی متوقف شده، رزیدنت ایول ۳٫۵ نام‌گذاری شد. این بازی هرگز منتشر نشد. درآغاز، این بازی برای کنسول پلی‌استیشن ۲ طراحی شده بود. زمانی که شینجی میکامی به عنوان تهیه‌کننده از هیدکی کامیا به عنوان کارگردان درخواست کرد تا نسخه چهارم این سری، از سبک جدیدی نسبت به نسخه‌های پیشین برخوردار باشد. اما پس از توقف ساخت بازی، این قطعی بود که این بازی، مجدداً ساخته خواهد شد.
سرانجام پس از شش سال، در سال ۲۰۰۵، رزیدنت ایول ۴ در مرتبه نخست برای نینتندو گیم‌کیوب و سپس برای پلی‌استیشن ۲ منتشر شد. این بازی قرار بود به عنوان بخشی از برنامه کپ‌کام فایو به‌طور انحصاری فقط برای کنسول گیم‌کیوب منتشر شود ولی قبل از انتشار نسخه گیم‌کیوب اعلام شد برای پلی‌استیشن ۲ هم عرضه خواهد شد، این بازی برای پلتفرم‌های دیگری همانند زیبو، پلی‌استیشن ۳، ایکس‌باکس ۳۶۰، آی‌اواس، اندروید و مایکروسافت ویندوز نیز منتشر شد. در تاریخ ۱۹ ژوئن ۲۰۰۷ نسخه ویژه‌ای از آن برای دیگر کنسول شرکت نینتندو یعنی وی نیز منتشر شد.

رزیدنت ایول ۴ امتیازات بسیار بالا و تحسین‌های زیادی را دریافت کرد. میانگین امتیازات این بازی در متاکریتیک ۹۶ بود. همچنین این بازی، از چندین نشریه تخصصی و معتبر بازی‌های ویدئویی، امتیازات و ستاره‌های بالایی را دریافت کرد، پس از آن‌که مورد نقدهای مثبت منتقدان و کاربران بی‌شماری قرار گرفت، به عنوان بازی سال ۲۰۰۵ انتخاب شد. این بازی با اینکه از لحاظ کیفیت گیم‌پلی و زاویه دوربین دچار یک انقلاب بزرگ شده بود، اما به دلیل شباهت کم این موارد به نسخه‌های پیشین این سری، باعث رنجیده خاطر شدن طرفداران این سری شد. دنبالهٔ مستقیم این بازی تحت عنوان رزیدنت ایول ۵ در سال ۲۰۰۹ عرضه شد.  نسخه بازسازی ‌شده رزیدنت ایول ۴ در ۲۴ مارس ۲۰۲۳ برای پلتفرم‌های مایکروسافت ویندوز، پلی‌استیشن ۵، پلی‌استیشن ۴ و ایکس‌باکس سری اکس/اس منتشر شد.

## گیم‌پلی
بازیکن کنترل لیان اس. کندی را به عنوان شخصیت اصلی این بازی در اختیار دارد، که شخصیت‌های دیگری همچون ایدا وانگ، جک کراوزر، هانک و آلبرت وسکر را نیز در سایر بازی‌های کوتاه و جایزه‌ای موجود در این بازی، می‌توان دراختیار داشت. دوربین به شکلی روان در پشت شخصیت در حال حرکت، به حرکت درمی‌آید. درهنگام هدف‌گیری، حرکت شخصیت غیرممکن و دوربین نزدیک می‌آید و مطابق با جهت‌گیری حرکت می‌کند. سلاح‌هایی مانند پرتاب‌گر راکت، دارای قابلیت درشت‌نمایی و کوچک‌نمایی نیز هستند تا بازیباز بتواند هدف‌هایی با فاصله زیاد را نیز مورد هدف‌گیری قرار دهد.

از دیگر ویژگی‌های گیم‌پلی این بازی، قابلیت انجام حرکت‌های اکشن، در زمان‌های خاص است. وجود میان پرده‌های بسیار زیبا و قابلیت بازبینی آن‌ها پس از اتمام بازی نیز از ویژگی‌هایی است که در نسخه‌های اصلی پیشین این سری وجود نداشت.

صفحه محتویات بازی که در آن آیتم‌های مختلف ذخیره می‌شود نیز نسبت به نسخه‌های پیشین دچار نوآوری شده و قابلیت افزایش ظرفیت نیز به آن افزوده شده‌است. این نخستین بازی از این سری بود که دارای سیستم جمع‌آوری پول، جواهرات و آیتم و همچنین فروش آیتم‌ها و جواهرات مختلف در جریان داستان اصلی بازی بود. از امتیازات و پول‌های به‌دست آمده می‌توان برای ارتقاء اسلحه‌ها، خرید اسلحه‌های جدید و آیتم‌های گوناگون استفاده کرد.

وجود سلاح‌های بسیار متنوع که هریک از آن‌ها قابلیت ارتقاء را نیز دارند از دیگر ویژگی‌های برجسته این بازی است. تمام این ویژگی‌ها در کنار داستان جالب و موسیقی متن متمایز خود، این بازی را جزو یکی از کامل‌ترین بازی‌های تاریخ می‌کند. البته تغییر سبک و دگرگونی اساسی در عناصری از آن، باعث رنجیده خاطر شدن طرفداران این سری شد.

### عدم حضور زامبی‌ها
رزیدنت ایول ۴، نخستین بازی از این سری بود که دشمنان محوری موجود در گیم‌پلی آن، زامبی‌ها نبودند. این مهاجمان که «لوس گانادوس» نام دارند، برخلاف زامبی‌ها که توسط ویروس تی به زامبی تبدیل شده بودند؛ توسط انگل «لاس پلاگاس» به این حالت درآمده‌بودند.

## داستان
داستان بازی به ۶ سال پس از رویدادهای پس از نابودی شهر راکون مربوط می‌شود. شخصیت اصلی بازی لیان اس. کندی است که در سری دوم بازی رزیدنت ایول در کنار کلر ردفیلد بود. در پایان آن بازی، لیان اس. کندی مجبور شد تا برای دولت ایالات متحده کار کند. مدتی بعد و پس از ورود به تیم حفاظت از رئیس جمهور ایالات متحده و خانواده‌اش، باید نخستین مأموریت خود را در قالب این مسئولیت جدید انجام دهد. اشلی گراهام، دختر رئیس‌جمهور آمریکا، توسط گروهی نامشخص ربوده شده‌است. لیان وظیفه دارد او را نجات داده و به وطن بازگرداند. اطلاعات جاسوسی نشان می‌داد که دختری که بسیار شبیه اشلی است در یک دهکده روستایی دیده شده‌است. لیان خود را به این دهکده روستایی بی‌نام در یک قسمت نامشخص در اروپا (در بازی به‌طور صریح نام اسپانیا نمی‌آید ولی بنابر شواهد به احتمال فوق‌العاده زیاد شمال اسپانیا است) می‌رساند و با پیشبرد داستان مشخص می‌شود که گروهی مذهبی به نام «لوس ایلومینادوس» (به فارسی: برترین روشن‌فکران)، اشلی گراهام را ربوده‌است. این گروه مذهبی، برای گسترش پیروان خود از انگل لاس پلاگاس (به فارسی: آفت و بلا) استفاده می‌کرد. کنترل کامل فکر و رفتار هر موجودی که به این انگل مبتلاست، در اختیار رهبران گروه لوس ایلومینادوس خواهد بود. مبتلایان به این انگل، دیگر یک زامبی نیستند؛ آن‌ها لوس گانادوس نام دارند. اسموند سدلر رهبر اصلی این گروه در صدد بود، تا به این وسیله مذهب خود را گسترش دهد و توازن قدرت در دنیا را از دولت آمریکا گرفته و به خود منتقل کند، به همین دلیل گروه مذهبی او دختر رئیس‌جمهور آمریکا را ربودند تا با وارد کردن انگل به بدن او، قدرت خودشان را به رخ دولت آمریکا بکشانند. لیان در ادامه با شخصی به نام لوئیس سرا آشنا می‌شود که پیش از این یک پلیس در شهر مادرید بود، اما اینک به عنوان یک دانشمند برای گروه لوس ایلومینادوس کار می‌کند. البته لوئیس از همکاری با این گروه دست می‌کشد و برای نابودی آن، به لیان کمک می‌کند. سرانجام لیان، اشلی را پیدا می‌کند و به همراه او در تلاش برای خروج از آن مکان برمی‌آید. لیان در جریان تلاش خود، تمام پیروان انگلی این مذهب را به همراه رهبرشان نابود کرده و سرانجام با اشلی به سمت وطن برمی‌گردد.

نکته‌های دیگر دربارهٔ داستان این بازی حضور ایدا وانگ و جک کراوزر در بازی است. ایدا همانند داستان رزیدنت ایول ۲ مأموریتی از طرف وسکر داشت. او باید نمونه انگل لاس پلاگاس را برای سازمانی مخفی که برای آن کار می‌کند به دست می‌آورد. او سرانجام موفق به این کار شد؛ پس از نابود شدن سدلر نمونهٔ انگل به دست لیان افتاد اما ایدا با تهدید، آن را از لیان گرفته و سپس فرار می‌کند. جک کراوزر نیز که پیش از این در یک مأموریت در کنار لیان بود، اینک برای سدلر فعالیت می‌کند. او در نهایت پس از چند مبارزه با لیان کشته می‌شود؛ این سرانجام او نبود و کراوزر سرانجام توسط ایدا نابود می‌شود. لوئیس نیز، پس از دراختیار گذاردن قرص‌های مخصوصی به لیان که سبب کند شدن روند رشد عفونت میشود، جان خود را از دست می‌دهد زیرا او به شدت توسط سدلر مجروح شده بود.

## ساخت و توسعه بازی
نخستین تلاش برای ساخت نسخه چهارم این سری در دسامبر ۱۹۹۹ انجام پذیرفت. سرانجام نیز پس از ارائه ۴نمونه ویرایش برای این بازی، ساخت بازی در آن زمان متوقف شد و بازی متوقف شده، رزیدنت ایول ۳٫۵ نام‌گذاری شد. این بازی هرگز منتشر نشد. درآغاز، این بازی برای کنسول پلی‌استیشن ۲ طراحی شده بود، زمانی‌که شینجی میکامی به عنوان تهیه‌کننده از هیدکی کامیا به عنوان کارگردان درخواست کرد تا نسخه چهارم این سری، از سبک جدیدی نسبت به نسخه‌های پیشین برخوردار باشد. اما پس از توقف ساخت بازی، این قطعی بود که این بازی، مجدداً ساخته خواهد شد. نویسنده داستان بازی نوبورو سوگیمورا بود که پیشینه همکاری با هیدکی کامیا را به عنوان طراح داستان برخی عنوان‌های آن بر عهده داشت.

نخستین خبر رسمی از بازی، در نوامبر ۲۰۰۲ منتشر شد که کپ‌کام و نینتندو در حال ساخت نسخه چهارم بودند. ساخت بازی تا ۴۰٪ تکمیل شده بود. داستان این بازی دربارهٔ نفوذ لیان اس. کندی به مقرمرکزی شرکت آمبرلا بود. مکانی که در آن هیولاها و دشمنان جدید و قدیمی مانند زامبی وجود داشتند. دراین بازی، لیان اس. کندی به ویروس مادر مبتلا شده و تحت تأثیر این ویروس، دارای قدرتی مخفی در دست چپ خود شده بود. سرانجام نیز این بازی به مرحله انتشار نرسید. در E3 ۲۰۰۳ پیش‌نمایشی از نسخه اصلاح شده این بازی نمایش داده شد. نسخه اصلاح شده مرد قلاب‌دار (به انگلیسی: hook man version) نام داشت اما این نسخه نیز مورد تأیید قرار نگرفت.

پس از این، تصمیم برآن شد که نسخه جدید دارای سبکی متفاوت نسبت به نسخه‌های منتشر نشده دارا باشد. شینجی میکامی، مجوز ساخت بازی را از شیباتا گرفت تا کار خود را برای ساخت بازی جدید این سری، که سرانجام آن، با انتشار همراه باشد را آغاز کرد. میکامی در دیدارهای بعدی، زیرفشار شدیدی توسط کپ‌کام قرار گرفت و کپ‌کام مدعی بود که به خاطر احتمالِ نداشتن فروش خوب برای بازی، این بازی به جمع بازی‌های لغو شده افزوده خواهد شد. این سبب شد تا هیرویوکی کوبایاشی به عنوان تهیه‌کننده بازی به گروه ساخت این بازی بپیوندد. در نهایت این بازی با گروهی جدید، داستانی متفاوت، گیم‌پلی متفاوت و زاویه دوربین جدیدی طراحی گشت و دیگر شرکت آمبرلا، زامبی‌ها و دوربین ثابت نسخه‌های کلاسیک در بازی قرار نداشت.

## ویرایش‌های منتشر شده

### پلی‌استیشن ۲
این نسخه در ۲۵ اکتبر ۲۰۰۵ در آمریکای شمالی منتشر شد. در نقدهای وارد شده بر آن، گرافیک بازی را ضعیف‌تر از ویرایش گیم‌کیوب عنوان کرده بودند. البته نسخه پلی‌استیشن ۲ نسبت به نسخه گیم‌کیوب برتری‌هایی داشت، مانندِ اضافه شدن چند بازی مأموریتی کوتاه مثلِ Separate Ways که با شخصیت ایدا وانگ انجام می‌پذیرفت.

### مایکروسافت ویندوز
این نسخه توسط شرکت سورس‌نکست [Sourcenext] توسعه و برای نخستین بار در هنگ کنگ در ۱ فوریه ۲۰۰۷ توسط Typhoon Games منتشر شد. این نسخه بعداً در مارس ۲۰۰۷ در استرالیا و اروپا توسط یوبی‌سافت منتشر شد. وجود بازی‌های مأموریتی کوتاه در ویرایش پلی‌استیشن ۲ در این نسخه و علاوه بر آن، اضافه شدن چندین لباس، اسلحه و مأموریت جدید و پشتیبانی از وضوح بیشتر تصویر از ویژگی‌های این نسخه بود.

نسخه ویندوز این بازی از کیفیت پایین‌تری در زمینه گرافیک، تکسچر، صدا و سایه‌پردازی نسبت به دو نسخه پلی‌استیشن ۲ و گیم‌کیوب برخوردار شد. گرچه سایه‌پردازی و نورپردازی در ویرایش ۱٫۱۰ کمی بهبود یافت اما درمقایسه با نسخه‌های کنسولی همچنان از کیفیت پایین‌تر رنج می‌برد. گیم‌اسپات به این نسخه از بازی، ۷٫۸ از ۱۰ داد. امتیاز آی‌جی‌ان به این نسخه نیز، ۷٫۷ از ۱۰ امتیاز ممکن بود.

### ویرایش کنسول وی
رزیدنت ایول ۴: ویرایش وی (به انگلیسی: Resident Evil 4: Wii edition) برای کنسول وی شرکت نینتندو منتشر شد. نخستین انتشار این بازی در ۳۱ مارس ۲۰۰۷ و در ژاپن بود. این بازی در ۱۹ ژوئن سال ۲۰۰۷ نیز در آمریکا منتشر شد. از ویژگی‌های این نسخه از بازی می‌توان به پشتیبانی بازی از دسته‌های اختصاصی کنسول وی، یعنی وی ریموت و نان‌چاک اشاره کرد. این ویرایش توانایی پشتیبانی از دسته‌های کنسول گیم‌کیوب را نیز دارا است. همچنین توانایی‌های جدید برای لیان همانند پرتاب چاقو نیز به گیم‌پلی بازی اضافه شده‌است. پیش‌نمایشی از بازی رزیدنت ایول: تاریخچه تاریکی نیز به عنوان یک آیتم جایزه‌ای گنجانده شده‌است.
مجله تخصصی فامیتسو برای این بازی امتیاز کامل ۱۰ را در نظر گرفت و برای وضوح تصویر ۳۸ از ۴۰ را عنوان کرد. مجله تخصص ان‌گیمر امتیاز ۹۶٪ را در نظر گرفت. مجله رسمی نینتندو برای این بازی امتیاز ۹۴٪ داد. امتیاز آی‌جی‌ان به این بازی ۹٫۰ از ۱۰ بود. گیم‌اسپات نیز امتیاز ۹٫۱ از ۱۰ را برای آن منظور کرد.

### پلی‌استیشن ۳ و ایکس‌باکس ۳۶۰
رزیدنت ایول گزینش بهبود یافته (به انگلیسی: Resident Evil Revival Selection) در ۲۳ مارس ۲۰۱۱ برای دو کنسول پلی‌استیشن ۳ و اکس‌باکس ۳۶۰ منتشر شد. این یک ویرایش بازسازی شده‌است که دو بازی رزیدنت ایول کد: ورونیکا و رزیدنت ایول ۴ را شامل می‌شود. بازی رزیدنت ایول ۴ موجود در این نسخه، دارای بازی مأموریتی کوتاه Separate Ways بوده و ویژگی جدیدی به آن افزوده نشده‌است.

### موبایل
این نسخه در ۱ فوریه ۲۰۰۸ در ژاپن منتشر شد. از تفاوت‌های این ویرایش نسبت به نسخه اصلی، تفاوت در داستان، مکان‌ها و بازی کوتاه Mercenary است.

## موسیقی متن
نوشتار اصلی: موسیقی متن رزیدنت ایول ۴
موسیقی متن بازی رزیدنت ایول ۴ توسط میسائو سنبونگی و شوساکو یوچی‌یاما و توسط شرکت سول‌پیوتر در ۲۲ دسامبر ۲۰۰۵ (در ژاپن) منتشر شد. درون‌مایه این آلبوم از ۶۲ قطعه موسیقی به همراه کتابچه مخصوص تشکیل شده که ارزش آن برابر ۲۵۰۰ ین ژاپن می‌باشد.

## نقدها
| گردآورنده  | امتیاز                                        |
| ---------- | --------------------------------------------- |
| گیم‌رنکینگز | GC: 95.75% PS2: 95.77% PC: 74.24% Wii: 91.45% |
| متاکریتیک  | GC: 96 PS2: 96 PC: 76 Wii: 91                 |
| GameStats  | GC: 10/10 PS2: 10/10 PC: 8.0/10 Wii: 9.1/10   |

| ناشر                | امتیاز                                                                    |
| ------------------- | ------------------------------------------------------------------------- |
| وان‌آپ.کام           | GC: A PC: A PS2: A+ Wii: B+                                               |
| فامیتسو             | GC: 38/40 Wii: 38/40"                                                     |
| گیم اینفورمر        | GC/PS2: 10/10 Wii: 9.5/10. Game Informer.                                 |
| گیم‌پرو              | GC/PS2: · Wii: 4.8 out of 5                                               |
| گیم‌اسپات            | GC: 9.6 out of 10 PS2: 9.3 out of 10 PC: 7.8 out of 10 Wii: 9.1 out of 10 |
| گیم‌اسپای            | GC/PS2/Wii: · PC:                                                         |
| گیم‌تریلرز           | GC: 9.6 out of 10 Wii: 9.3 out of 10                                      |
| آی‌جی‌ان              | GC: 9.8 out of 10 PS2: 9.5 out of 10 PC: 7.7 out of 10 Wii: 9 out of 10   |
| نینتندو پاور        | GC: 10 out of 10                                                          |
| نینتندو ورلد ریپورت | GC: 10/10 Wii: 9.5/10                                                     |
| مجله رسمی نینتندو   | GC: 95% Wii: 94%                                                          |
| پال‌جی‌ان             | GC: 10/10 Wii: 9/10                                                       |
| پلی                 | GC/PS2: 9 out of 10 Wii: 9.5 out of 10                                    |
| ایکس پلی            | GC/PS2: · Wii:                                                            |

## بازسازی
در ۱۲ آوریل ۲۰۲۰، گزارش شد که نسخه بازسازی‌شده رزیدنت ایول ۴ استارت زده شده و در سال ۲۰۲۳ به احتمال زیاد منتشر می‌شود. طبق این گزارش‌ها توسعه بازی با یک تیم بزرگ‌تر و یک برنامه توسعه طولانی‌تر نسبت به رزیدنت ایول ۲ و رزیدنت ایول ۳ دارد.بازسازی این بازی در تاریخ ٢۴ مارس ٢٠٢٣ برای پلتفرم‌های مایکروسافت ویندوز، پلی‌استیشن ۵، و اکس‌باکس سری اکس/اس در دسترس قرار گرفته است.